# Староактау
Староактау (баш. Иҫке Аҡтау) — село в Буздякском районе Башкортостана, относится к Каранскому сельсовету.

## Население
| 2002 | 2009 | 2010 |
| ---- | ---- | ---- |
| 302  | ↘296 | ↗303 |

Согласно данным всероссийской сельскохозяйственной переписи 1920 года в селе Актово проживало - 1317 татар.

Согласно переписи 2002 года, преобладающие национальности — татары (67 %), башкиры (32 %).

## Географическое положение
Расстояние до:
- районного центра (Буздяк): 21 км,
- центра сельсовета (Каран): 3 км,
- ближайшей ж/д станции (Буздяк): 21 км.

## Люди, связанные с селом
- Саляхов, Рабис Магалимович (род. 1958) — народный художник Республики Татарстан.
- Смаков, Ислам Насибуллович (1903—1980) — башкирский поэт-импровизатор.
- Халиков, Муллаян Давлетшинович (1894—1937) — председатель Совета народных комиссаров Башкирской АССР (1921—1925).